# Danny Thompson
Danny Thompson (* 4. dubna 1939) je britský kontrabasista. V první polovině šedesátých let hrál s kapelou Blues Incorporated a roku 1967 založil skupinu Pentangle, se kterou hrál až do jejího rozpadu o šest let později. Rovněž spolupracoval s mnoha dalšími hudebníky, mezi které patří například Nick Drake, Rod Stewart, Kate Bushová, Tim Buckley nebo Kevin Ayers. Mezi jeho nejvýraznější a nejdéle trvající spolupráce patřilo partnerství s anglickým kytaristou a písničkářem Johnem Martynem. V pozdějších letech hrál například s kytaristou Richardem Thompsonem (hrál například na jeho albech Mock Tudor, The Old Kit Bag a Sweet Warrior).